# Porte du Peyrou
La Porte du Peyrou è un arco di trionfo situato a Montpellier, nella Francia meridionale. Si trova nell'estremità orientale del Jardin de Peyrou, un parco non lontano dal centro della città.

## Storia
L'arco fu progettato da François Dorbay, ispirandosi alla Porta di Saint-Denis di Parigi. La sua realizzazione venne completata nel 1693. La superficie ruvida, dallo stile rustico, è ultimata da una trabeazione dorica, adeguato per un monumento marziale. I pannelli in bassorilievo e le iscrizioni volti a glorificare Luigi XIV di Francia furono aggiunti nel 1715.

## Descrizione

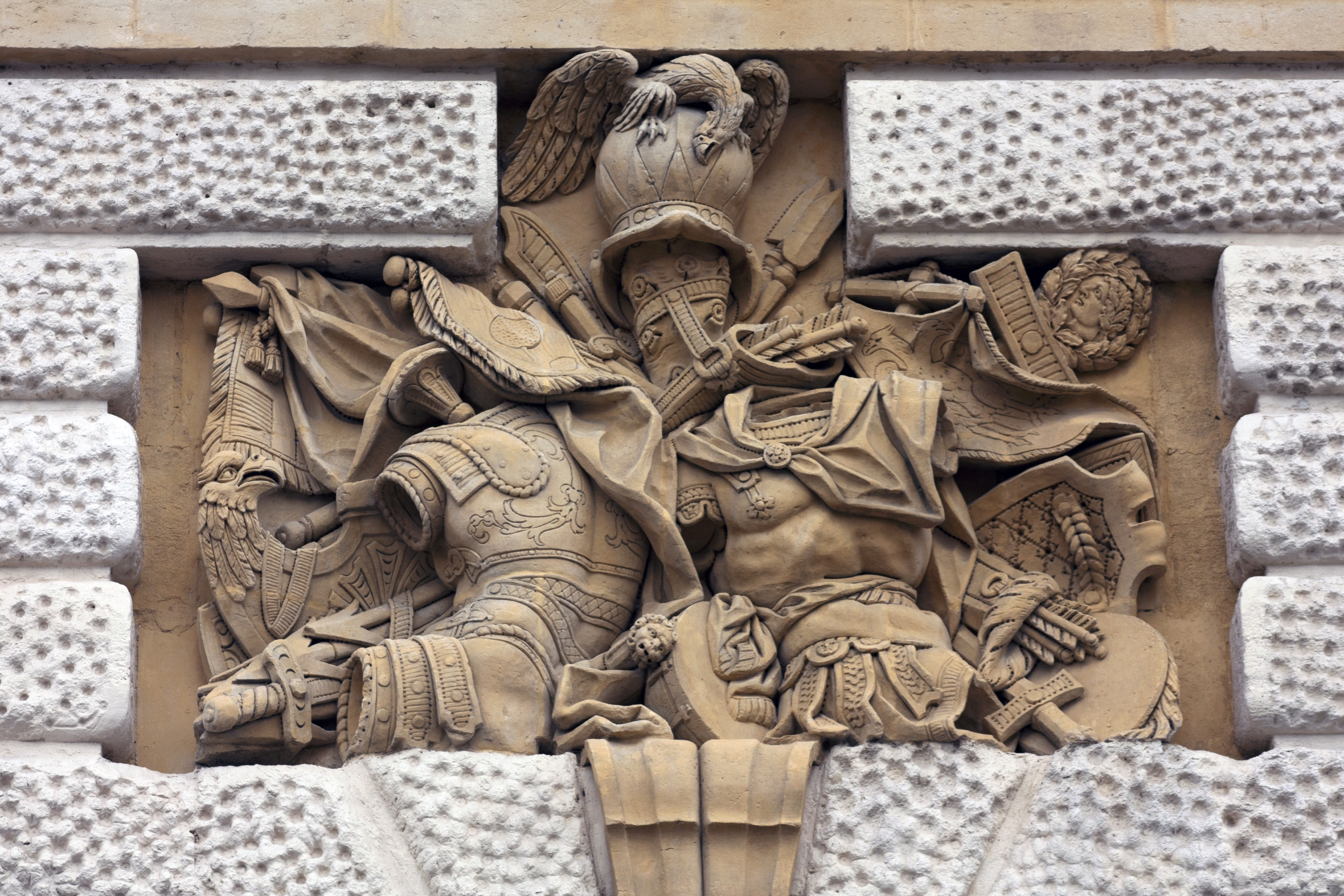
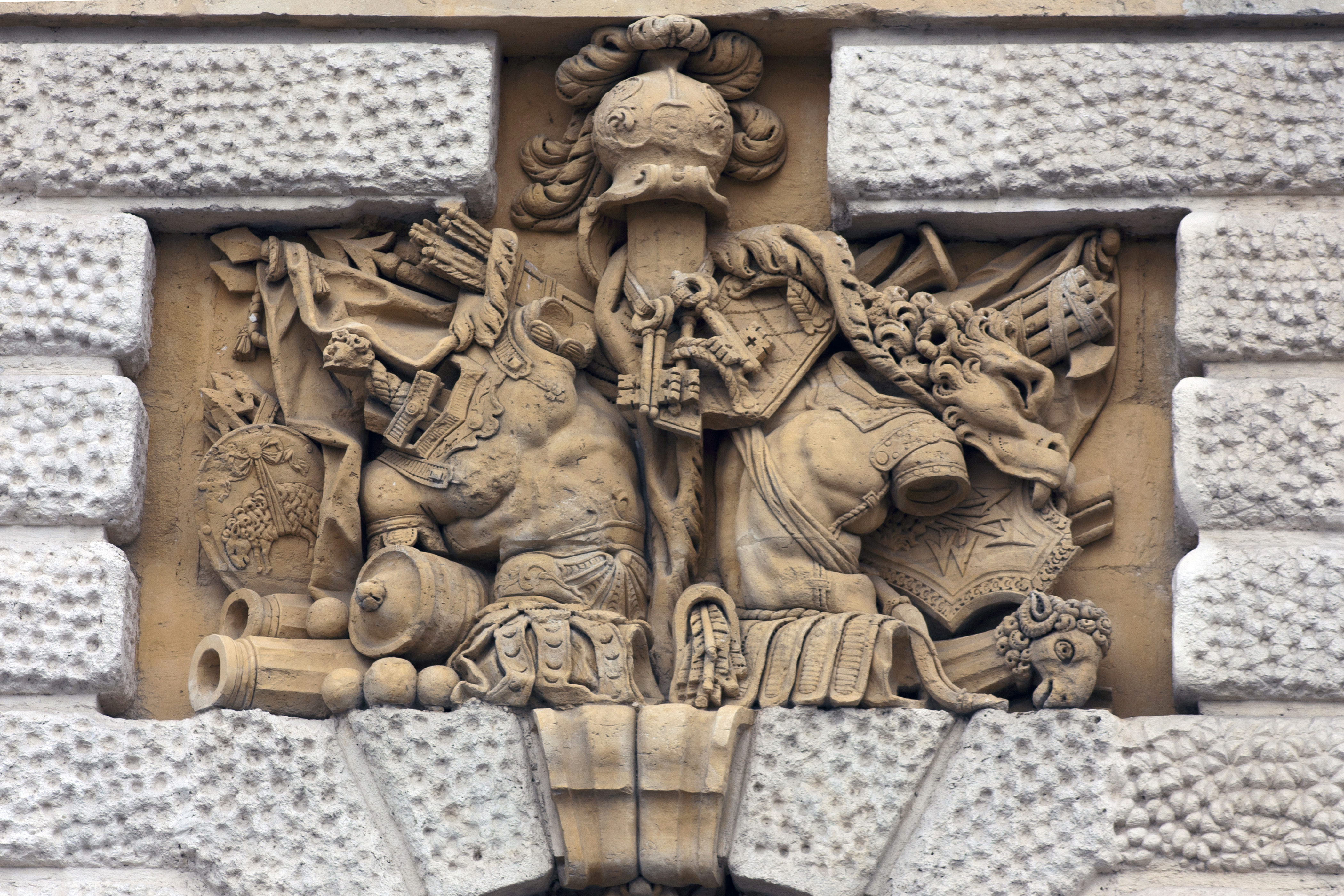
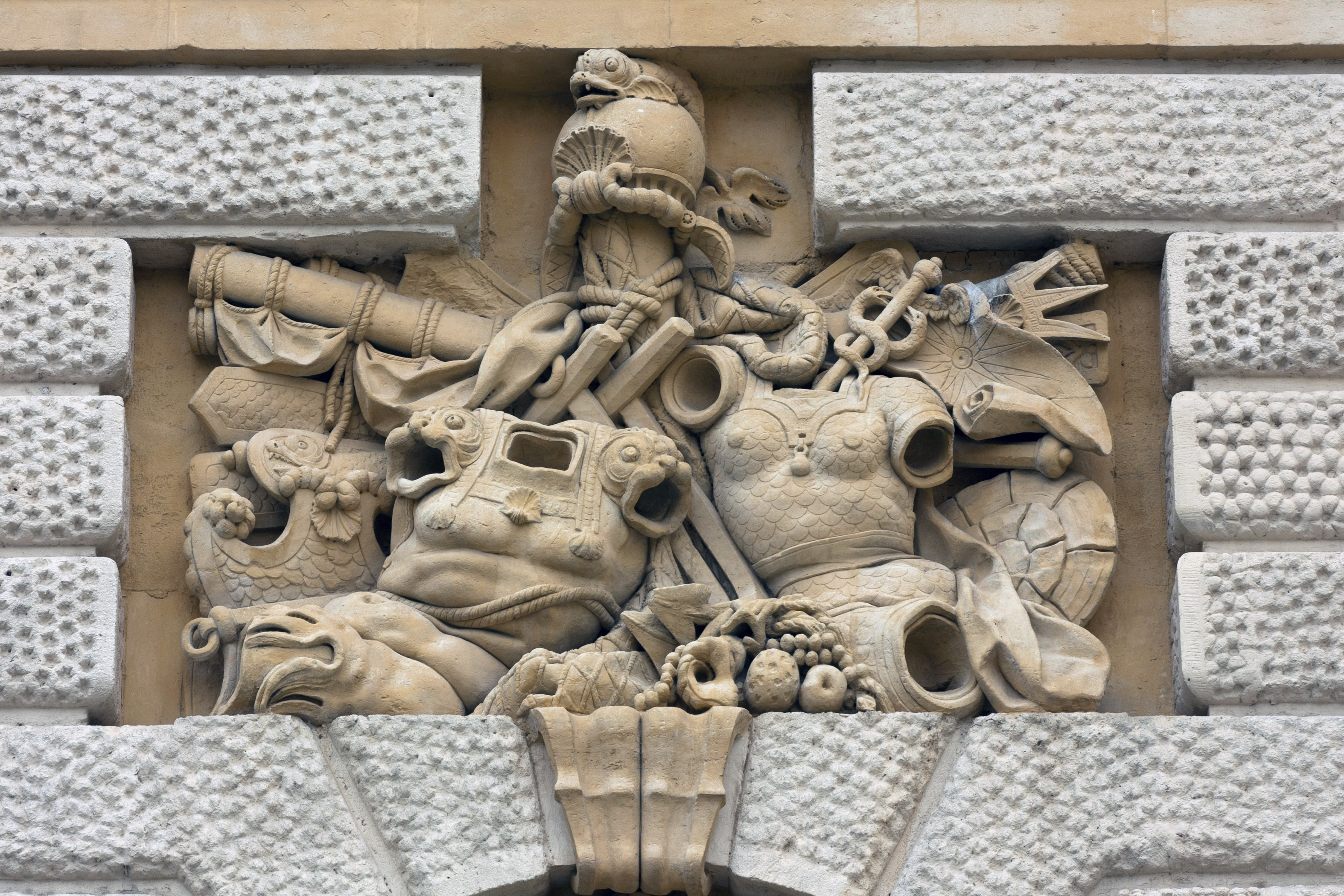
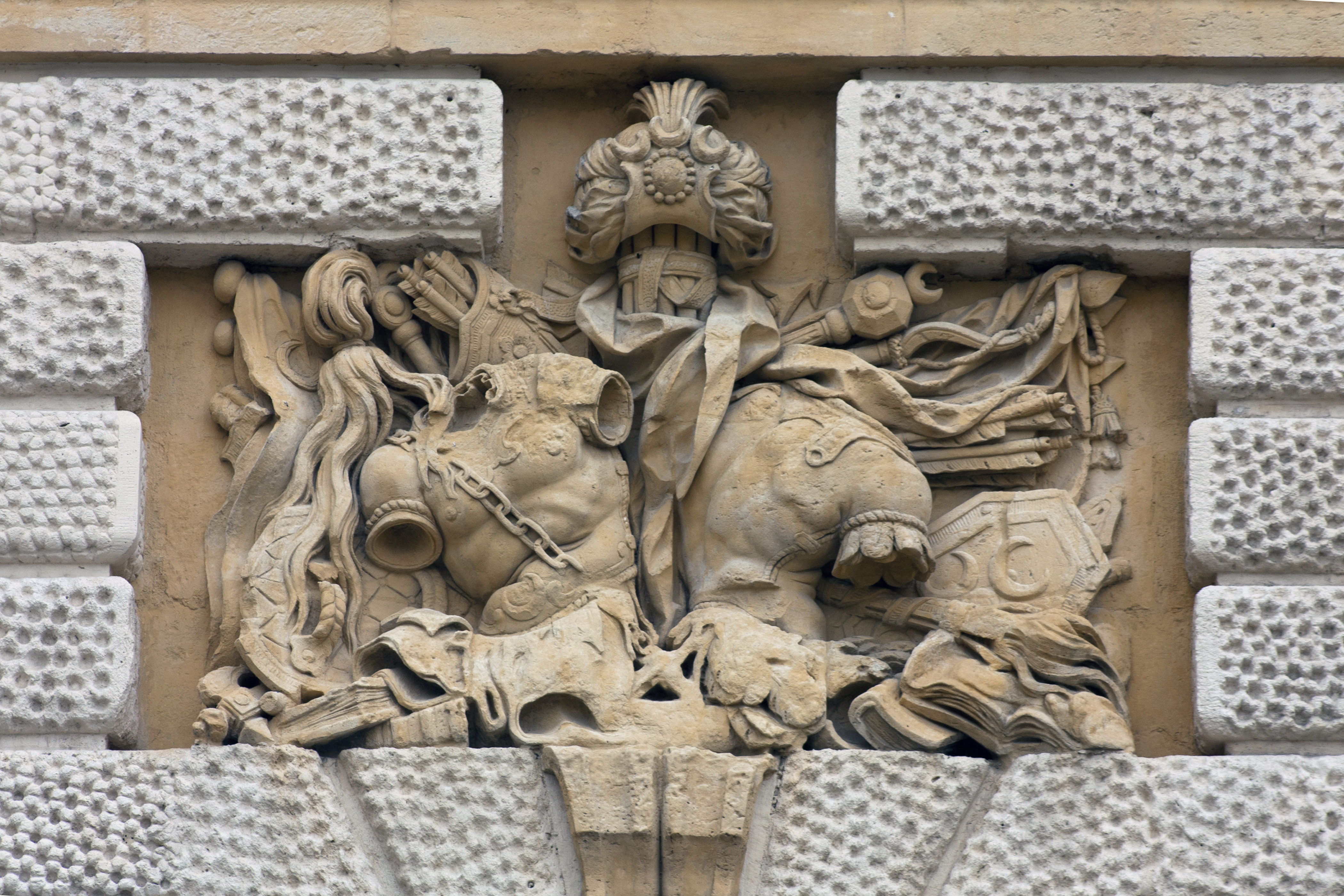

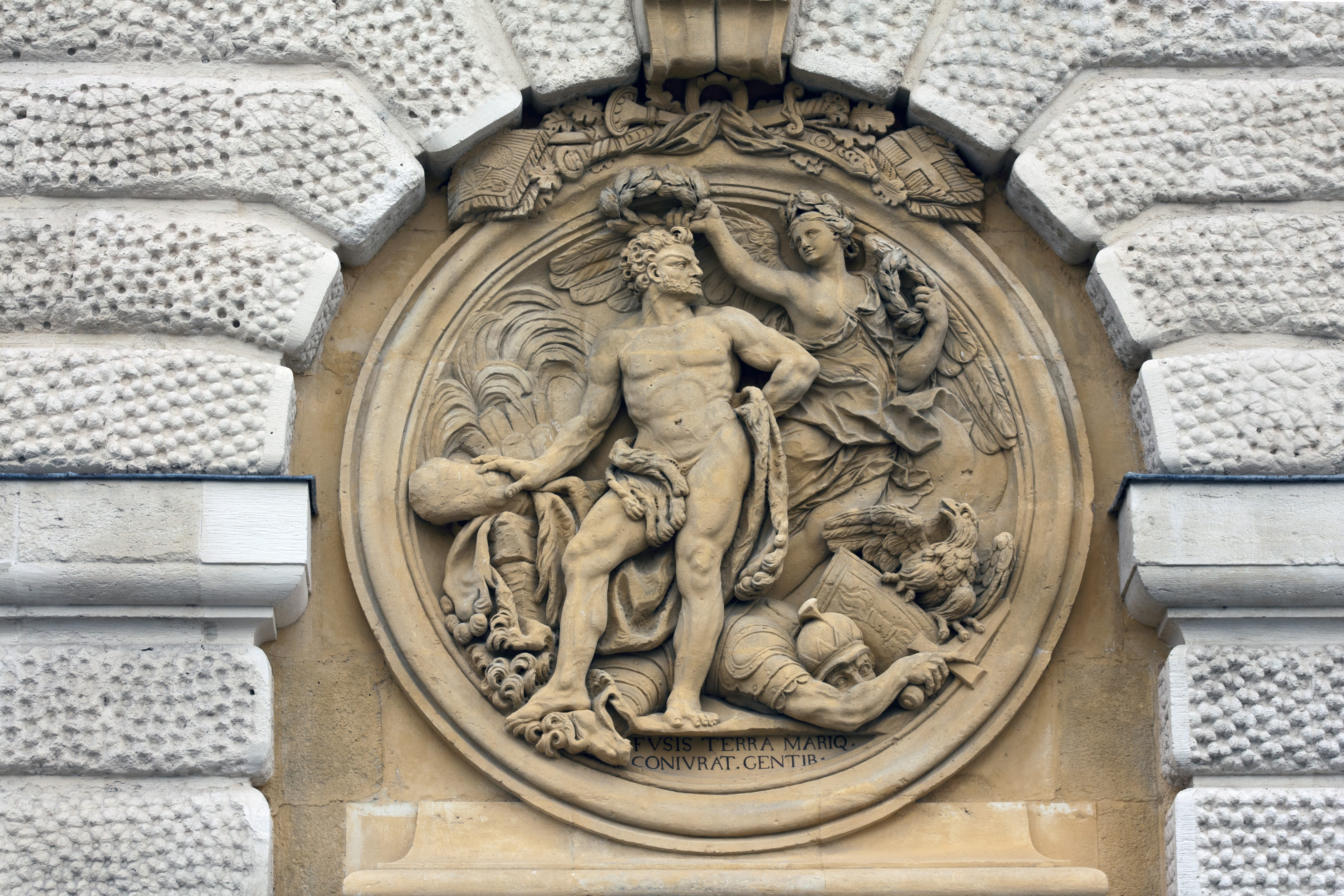
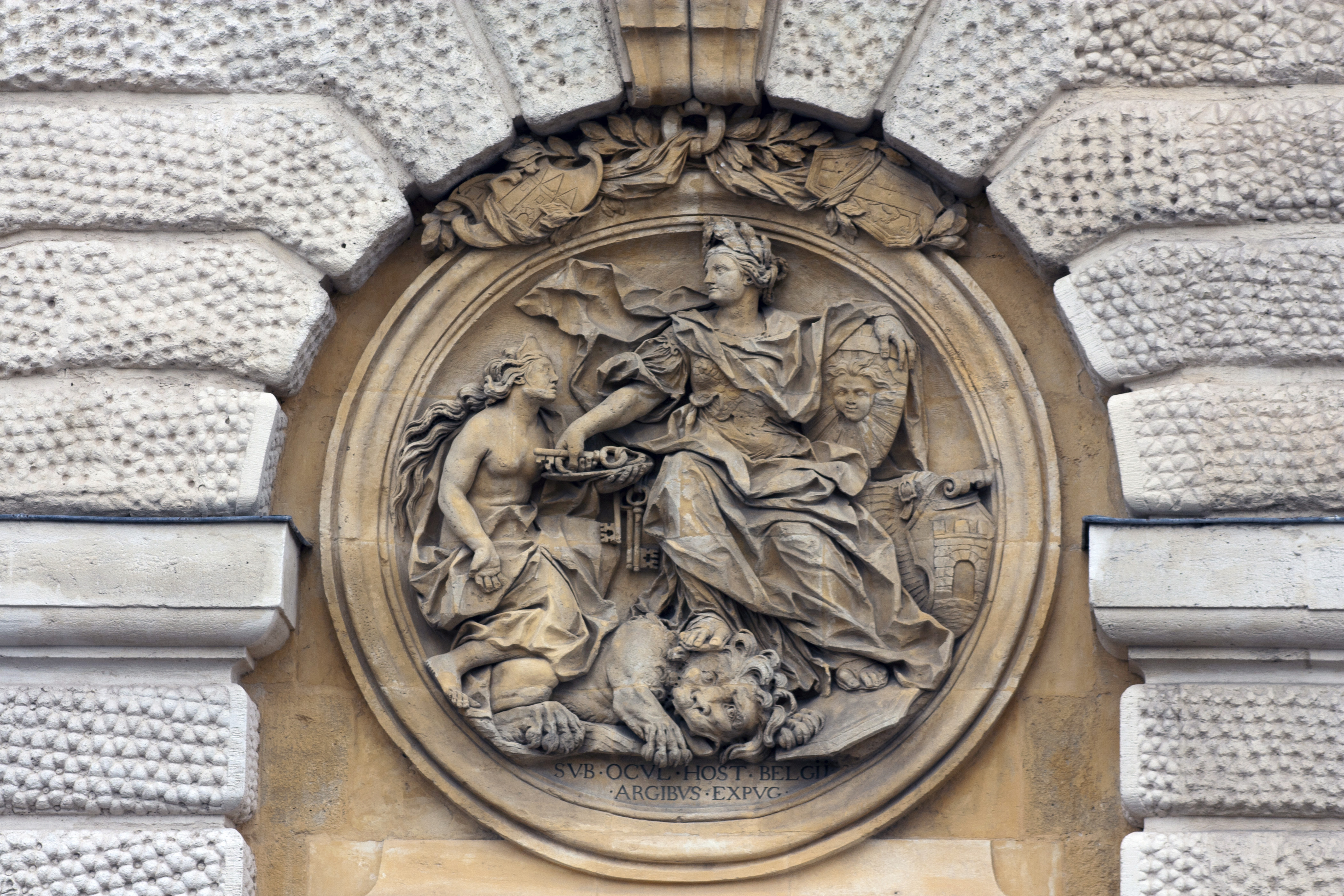
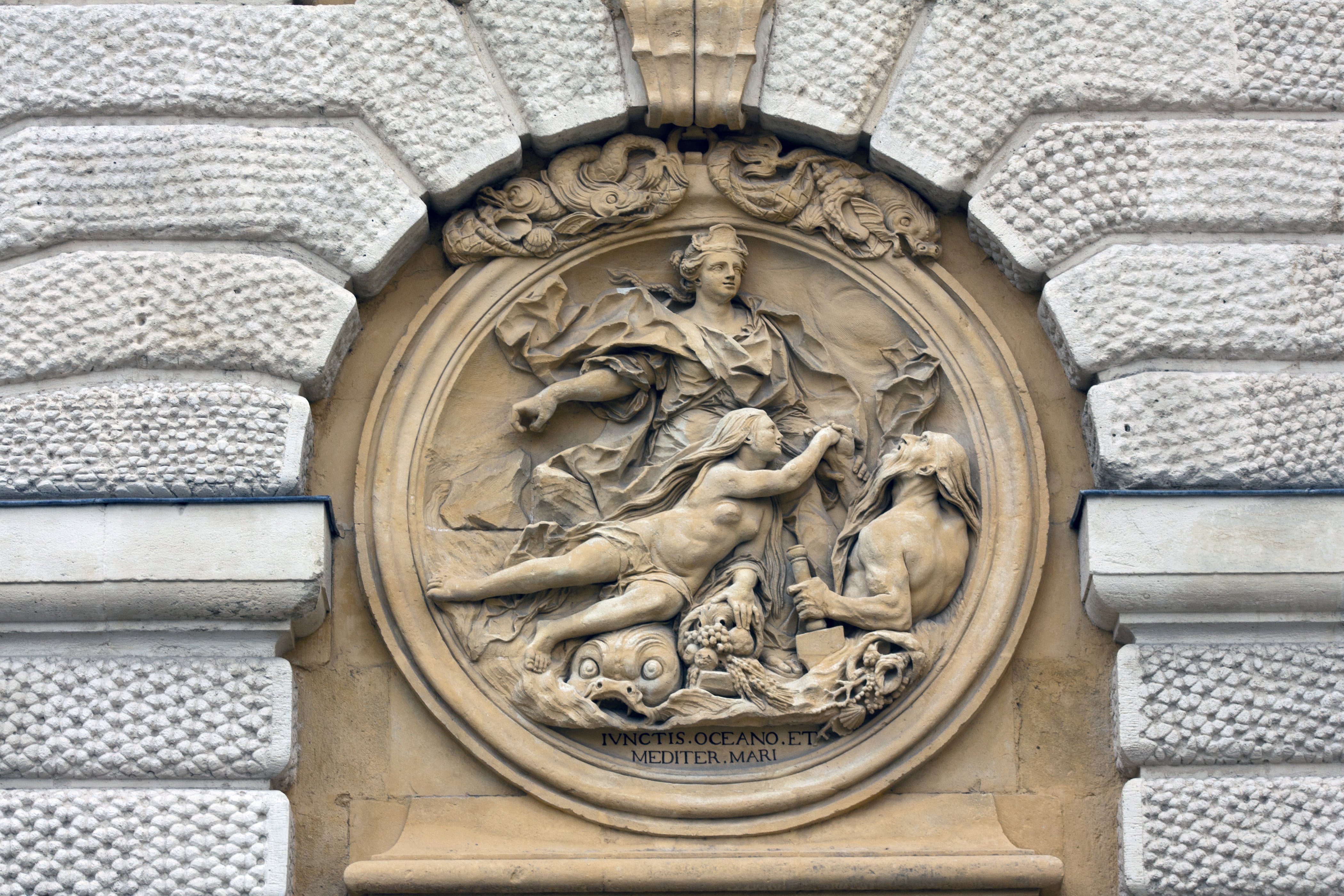
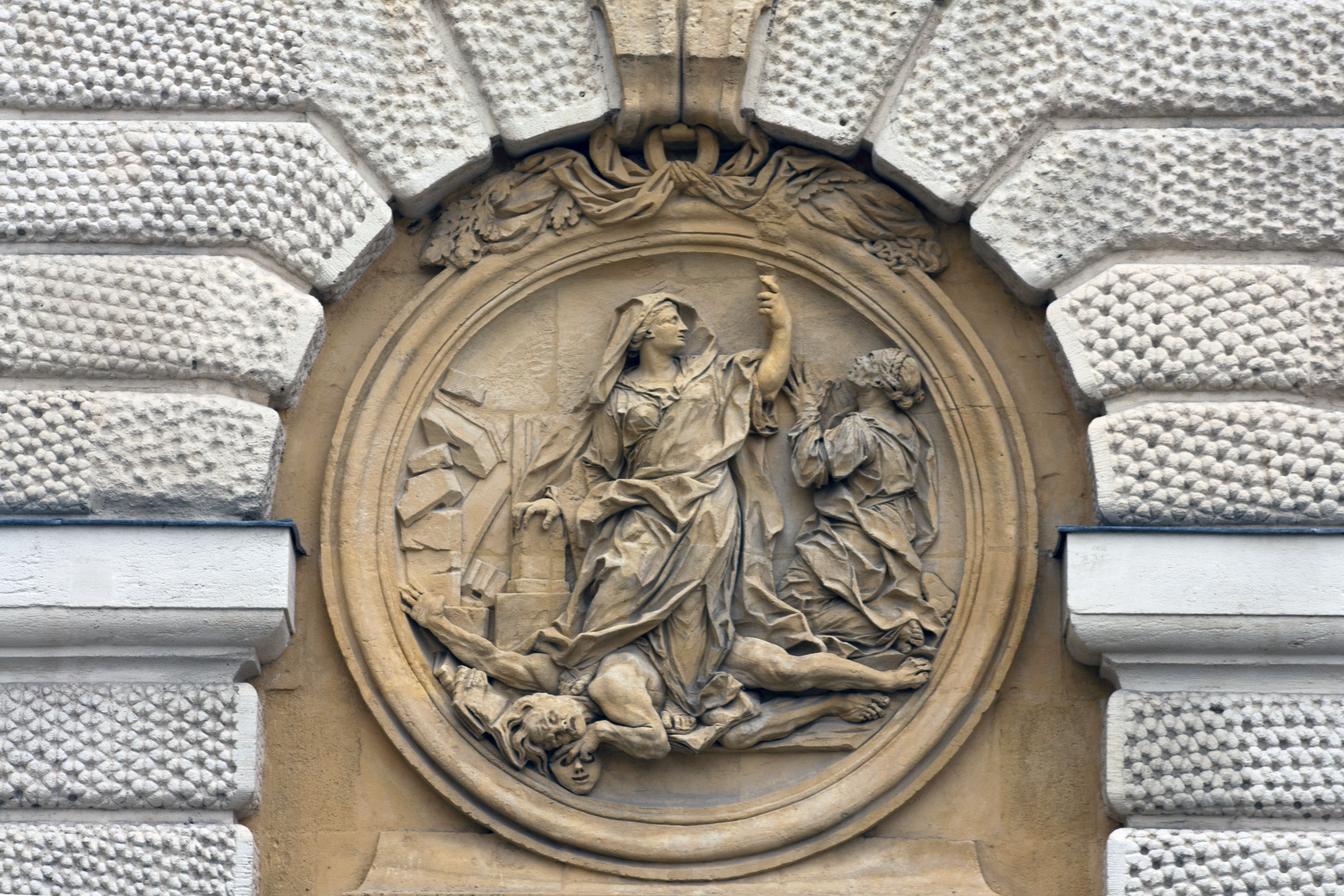

I bassorilievi mostrano i quattro maggiori eventi che si verificarono durante il regno di Luigi XIV:

Gli eventi, rappresentati come allegorie, sono: